# Italienische Sozialrepublik
Die Italienische Sozialrepublik (italienisch Repubblica Sociale Italiana, kurz RSI), informell auch Republik von Salò (italienisch Repubblica di Salò) genannt, war ein faschistischer Marionettenstaat in Norditalien unter der militärischen Protektion des Deutschen Reichs. Das Staatsgebiet beschränkte sich auf Gebiete der deutschen Besatzungsmacht.
Der De-facto-Staat bestand zwischen dem 23. September 1943 und dem 25. April 1945 und führte den Zweiten Weltkrieg bis zum Ende auf Seiten Deutschlands und der Achsenmächte weiter. Regierungssitz war Salò am Gardasee (ab 1944 Mailand), Staatschef der am 25. Juli 1943 abgesetzte diktatorische Ministerpräsident Italiens, Benito Mussolini. Die Republik, welche den zweiten und letzten faschistischen Staat in Italien darstellte, hörte am 2. Mai 1945 auf zu existieren, als die am 29. April dieses Jahres unterzeichnete Kapitulation der deutschen und republikanisch-italienischen Streitkräfte im Norden des Landes wirksam wurde.

## Vorgeschichte
Mit der Landung britischer und amerikanischer Truppen auf Sizilien begann am 10. Juli 1943 die alliierte Invasion in Italien. Am 22. Juli wurde Palermo eingenommen. Am 25. Juli 1943 erwirkte die innerparteiliche Opposition im Großen Faschistischen Rat den Sturz Mussolinis und ließ ihn nach einem anschließenden Besuch bei König Viktor Emanuel III. verhaften. Dieser übernahm selbst wieder den Oberbefehl über die Streitkräfte und beauftragte Marschall Pietro Badoglio mit der Bildung einer neuen Militärregierung. Marschall Badoglio erklärte sogleich die Nationale Faschistische Partei (PNF) und alle ihre Gliederungen per Gesetz für aufgelöst. Damit war das faschistische Regime in Italien endgültig zusammengebrochen. Am 8. September 1943 schloss Badoglio als Nachfolger Mussolinis im Amt des Ministerpräsidenten einen einseitigen Waffenstillstand mit den Alliierten (Waffenstillstand von Cassibile). Daraufhin erfolgte die Besetzung Norditaliens und weiterer Teile des Landes durch die deutsche Wehrmacht (Fall Achse), um ein endgültiges Abfallen Italiens von der „Achse“ zu verhindern und um die kriegswichtigen Industriegebiete Norditaliens nicht zu verlieren.

## Gründung der RSI

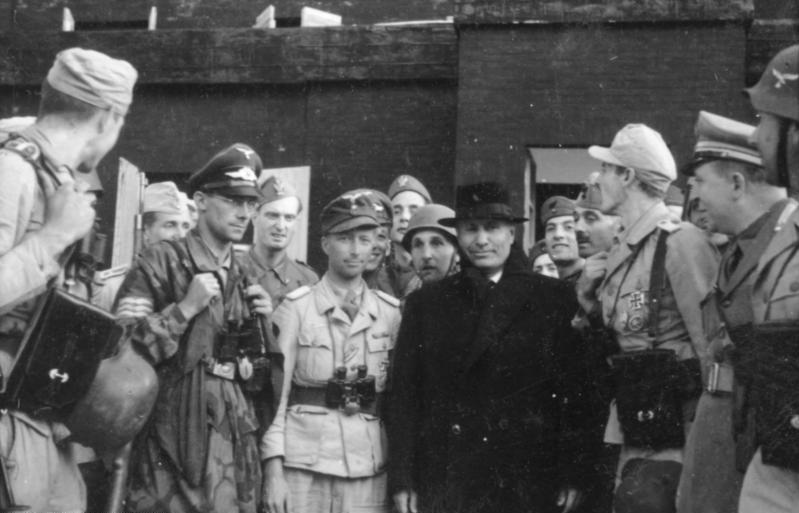
Mussolini mit deutschen Fallschirmjägern kurz nach seiner Befreiung

Deutschen Fallschirmjägern in Begleitung einiger SS-Männer unter SS-Hauptsturmführer Otto Skorzeny gelang es am 12. September 1943, Mussolini mit dem Unternehmen Eiche aus seiner Haft auf dem Gran Sasso in den Abruzzen zu befreien.
Der abgesetzte Diktator machte sich von München aus daran, die inzwischen aufgelöste PNF zu reorganisieren. Nachdem Mussolini das ursprüngliche Programm der Schwarzhemden von 1919 wieder aufgegriffen und dabei einige Elemente mit Affinität zum Republikanismus sowie in geringerem Maße zum Sozialismus hinzugefügt hatte, kündigte er am 18. September über den Sender München, der in einem großen Teil Nord- und Mittelitaliens gut zu empfangen war, die bevorstehende Gründung des neuen faschistischen Staates an.
Dieser wurde am 23. September 1943 mit sechs Tagesbefehlen ausgerufen. Der neue faschistische Staat auf italienischem Boden wurde anfänglich lediglich vom Deutschen Reich und vom Japanischen Kaiserreich anerkannt, später auch von den mit den Achsenmächten verbündeten Staaten wie Bulgarien, Finnland, Mandschukuo, Rumänien, dem Slowakischen Staat und Ungarn. Als einzige neutrale Staaten erkannten San Marino und die Schweiz den neuen Staat an, sowie auch nach kurzem Zögern der Vatikan.
Die konstituierende Sitzung der neuen faschistischen Regierung fand noch in der deutschen Botschaft in Rom statt. Mussolini, der sich noch in Deutschland befand und folglich nicht persönlich anwesend war (er wurde von Alessandro Pavolini vertreten), wurde zum Staatsoberhaupt, Vorsitzenden des Ministerrats und Außenminister ernannt. Die neu gegründete „Republikanische Faschistische Partei“ (Partito Fascista Repubblicano, PFR) wurde nunmehr von Pavolini geführt.
Eine der ersten außenpolitischen Handlungen (vielleicht die erste überhaupt) bestand darin, dem weiter bestehenden Königreich Italien im Süden des Landes den Krieg zu erklären. Das Königreich Italien im Süden unter König Viktor Emanuel III. und der Protektion der Alliierten erkannte den neuen faschistischen Staat offiziell nicht an, reagierte jedoch auf die faschistische Kriegserklärung, was einer De-facto-Anerkennung gleichkam.
Die ersten Regierungssitzungen fanden im Castello di Caminate in der Provinz Forlì-Cesena statt. Auf die Mussolini gehörende Burg hatte dieser sich in den ersten Tagen nach seiner Rückkehr zurückgezogen. Erst in der Folge residierte er von Gargnano am Gardasee aus und traf sich dort auch mit dem Ministerrat. Am Westufer des Gardasees ließen sich weitere Ministerien, Behörden und faschistische Organisationen nieder, wie das Innenministerium in Toscolano Maderno. In Salò fanden das Außenministerium und das Ministerium für Volkskultur ihren Sitz sowie die Presseagentur Stefani, die die Verlautbarungen und Mitteilungen der Regierung veröffentlichte. Da die Mitteilungen mit den Worten „Salò comunica“ (italienisch für „Salò teilt mit“) eingeleitet wurden, bürgerte sich mit der Zeit der inoffizielle Name Repubblica di Salò ein. Offiziell nahm der neue faschistische Staat nach der konstituierenden Sitzung der Republikanischen Faschistischen Partei im November 1943 im Castelvecchio in Verona ab dem 1. Dezember 1943 den Namen Repubblica Sociale Italiana an. Zuvor war er als Stato repubblicano d’Italia, Stato fascista repubblicano und Stato nazionale repubblicano bezeichnet worden.
Die Wahl des Gardasees, weitere Ministerien befanden sich in Polpenazze del Garda (Verteidigung) sowie im nahen Brescia (Justiz, Finanzen), war durch die strategisch günstige Lage bedingt. In der Nähe befanden sich zahlreiche Waffenfabriken (darunter auch Beretta in Gardone Val Trompia) und auch Stahlwerke bzw. stahlverarbeitende Industrie, welche weiter für die RSI und die Deutschen produzierten. Als vorteilhaft wurde auch die Nähe zum Industriezentrum Mailand angesehen, sowie zu der von den Deutschen kontrollierten Operationszone Alpenvorland. Das Gebiet war durch den Bogen der Alpen abgeschirmt und hinreichend von Frankreich und dem Adriatischen Raum entfernt. Salò (und auch Mailand) lagen damit im Herzen des letzten Gebiets in Italien, das noch in der Lage war zu produzieren und Handel zu treiben, wenn auch letzteres oft vorwiegend mit dem Deutschen Reich.

## Staatsgebiet

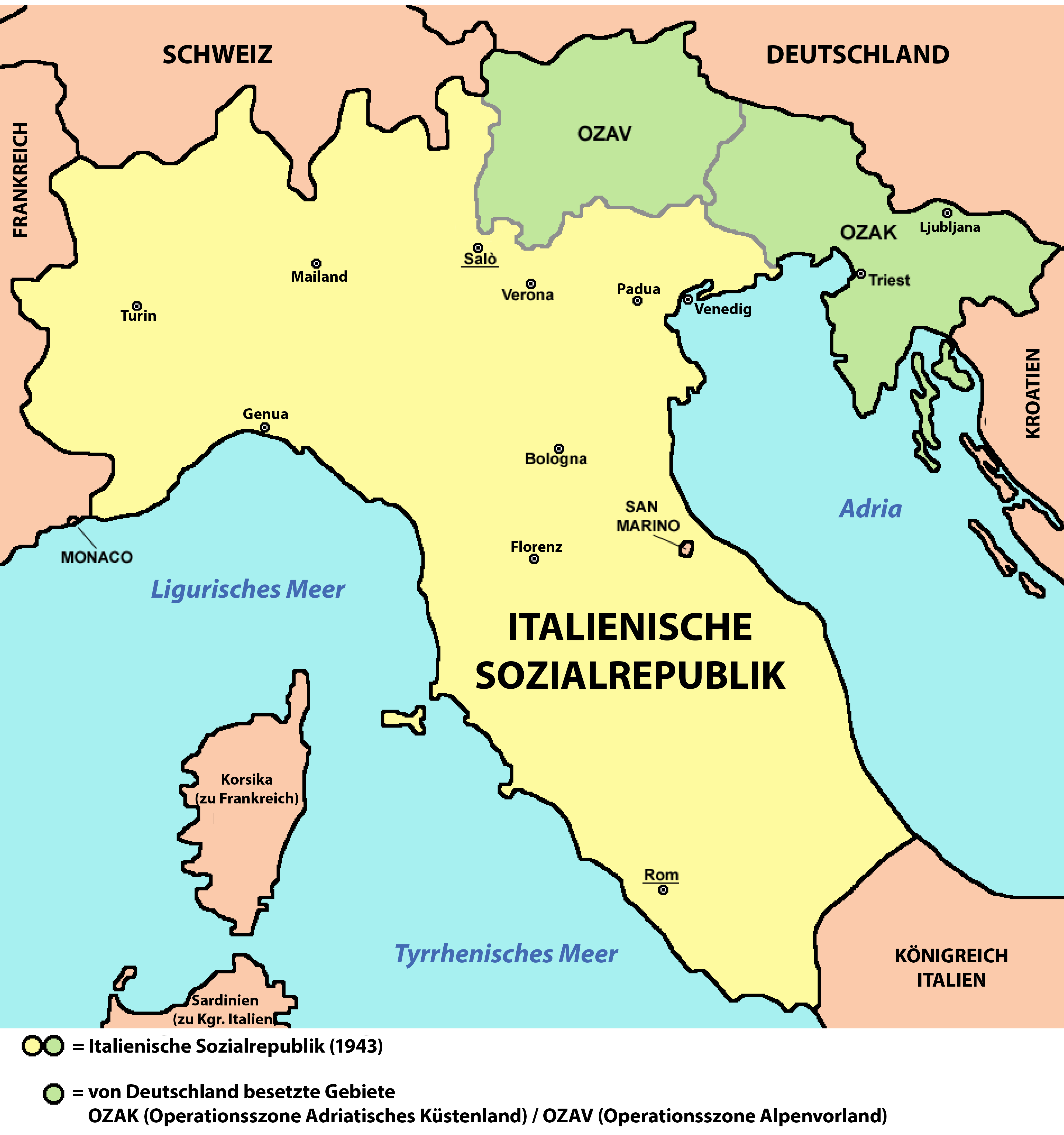
Mussolinis Sozialrepublik und die deutschen Operationszonen (Lage September 1943 bis Mai 1944)

Die RSI beanspruchte das gesamte Gebiet Italiens einschließlich der italienischen Inseln, wobei im Nordwesten im Großen und Ganzen die Grenzen von 1940 galten, dem Jahr des Kriegseintritts des Landes an der Seite Deutschlands.
Faktisch umfasste das Staatsgebiet nur jene Teile Italiens, die von Truppen der Wehrmacht besetzt waren. Zu Beginn lag die Frontlinie südlich von Rom. Die Hauptstadt Italiens war gemäß Mussolinis Wunsch aufgrund der Nähe zur Front nicht mehr Regierungssitz, wurde jedoch de jure als Hauptstadt der RSI angesehen. Die sogenannten Operationszonen innerhalb des Staatsgebietes der RSI standen unter deutscher Militärverwaltung.

### Die Operationszonen
Die Gebiete am Alpenhauptkamm waren schon am 12. September 1943 von der Deutschen Militärführung in den Operationszonen Alpenvorland (Südtirol, Trentino und Belluno) und Adriatisches Küstenland (Provinzen Udine, Görz, Triest, Pula und Fiume) zusammengefasst worden. Sie standen unter deutscher Militärverwaltung, gehörten aber formell weiterhin zur RSI. An ihrer Spitze standen die Gauleiter der angrenzenden „großdeutschen Reichsgaue“ Tirol und Kärnten, Franz Hofer und Friedrich Rainer, die direkt Hitler unterstellt waren. Später kam noch die Operationszone Nordwest-Alpen an der Schweizer und französischen Grenze hinzu. Als Zugeständnis waren für Triest Sondervereinbarungen zugesagt worden.
Rainer unterstellte Präfekte und Bürgermeister deutschen „Beratern“ und legte Vorschriften für den Einsatz der örtlichen italienischen, slowenischen und kroatischen Milizen fest, die unter verschiedenen Namen für die Besatzer tätig wurden. Verschiedene Verbände der faschistischen Miliz wurden in den Dienst der SS gestellt (in diesem Fall erhielten sie anstelle ihres Namens Republikanische Nationalgarde die Bezeichnung Gebietsverteidigungsmiliz), hinzu kamen außerdem verschiedene Polizeieinheiten, die unter anderem für Verhaftungen eingesetzt wurden.

### Partisanengebiete
Mit dem fortschreitenden Vordringen der alliierten Truppen bestand ab Ende 1944 der territoriale Machtbereich der RSI nur noch aus dem nördlichen Teil Italiens und verringerte sich in den letzten Kriegsmonaten durch regionale Aktivitäten der Partisanen zusätzlich.

## Staatswesen
Die RSI konstituierte sich weiterhin als faschistischer Einparteienstaat. Nach der Auflösung des PNF gründete Mussolini eine neue faschistische Partei, den Partito Fascista Repubblicano (PFR; „Republikanische Faschistische Partei“). Höchstes Staatsorgan war der Ministerrat (Consiglio dei Ministri), wobei Mussolini sowohl Staatsoberhaupt, Regierungschef als auch Außenminister war und faktisch eine unbeschränkte Machtfülle innehatte.
Der Staat hatte aufgrund des Fehlens einer Verfassung (gleiches galt jedoch auch für das Königreich Italien) den Status eines stabilisierten De-facto-Regimes und wurde praktisch nur auf Basis der Exekutive regiert. Eine Verfassung, ursprünglich vom Deutschen Reich gefordert, wurde zwar ausgearbeitet, jedoch weder von einer repräsentativen Versammlung verhandelt noch verabschiedet. Am 13. Oktober 1943 wurde die unmittelbar bevorstehende Einberufung einer Verfassungsgebenden Versammlung bekanntgegeben, die eine solche ausarbeiten sollte, in der die Staatsgewalt vom Volke ausgehe. Aber schon nach der ersten Sitzung am 14. November 1943 in Verona wurde die Fortführung von Mussolini verschoben, da er sich entschlossen hatte, ebendiese Versammlung erst wieder nach dem Krieg einzuberufen. Trotzdem wurde mit seiner Billigung der Entwurf einer Verfassung ausgearbeitet, die nach dem Krieg als Basis dienen oder bei Zustimmung einfach angenommen werden sollte.
Während Italien als Großmacht vorher ein gleichberechtigter Verbündeter Deutschlands war, der eine eigenständige Politik betreiben konnte, war die Republik von Salò ein Marionettenstaat. Einige Gesetze der Judengesetzgebung des Großdeutschen Reichs, die bis 1943 vom italienischen faschistischen Regime nicht übernommen worden waren, wurden nun eingeführt.
Allerdings hatte die RSI in der Innenpolitik weitestgehend freie Hand. Sie besaß auch die typischen Merkmale eines Staates wie z. B. eigene Währung, Postwesen, Kraftfahrzeugkennzeichen (diese blieben auch nach 1945 gültig), Rundfunk, Briefmarken, Gesetzgebung, öffentliche Verwaltung und Gerichtsbarkeit. Die meisten Institutionen waren teilweise oder vollständig militärisch strukturiert, so etwa auch die Feuerwehr (Vigili del Fuoco, V.d.F.; meist jedoch Pompieri genannt), die stets bewaffnet war und deren Personal jedweden Dienstgrads mit einem Gewehr auf dem Rücken ihren Einsätzen nachging. Es gab eine eigene Polizeitruppe (Guardia Nazionale Repubblicana, G.N.R.) neben der nach wie vor bestehenden Finanzwache (Guardia di Finanza, G.d.F.) und einer weiteren kleineren Polizeitruppe mit dem Namen Polizia Repubblicana, P.R.; letztere aus der Pubblica Sicurezza hervorgegangen und vorwiegend in den Städten zu finden (Vorgänger der heutigen Polizia di Stato). Ebenfalls verfügte die RSI über einen eigenen Geheimdienst. Die Sozialrepublik kannte die Organisation der Carabinieri allerdings nicht, denn diese wurde von Anbeginn auf Befehl von Mussolini aufgelöst und durch die G.N.R. ersetzt. Die Polizei des Italienischen Afrikas (Polizia dell’Africa Italiana, P.A.I.) aus Libyen sowie Italienisch-Ostafrika bestand formal weiter, obwohl Italien seine Kolonien bereits eingebüßt hatte und die Reste dieser Institution in die G.N.R. oder andere Verbände integriert wurden.
Der forcierte staatliche Militarismus zeigte sich nicht nur durch die häufigen Aufmärsche und Militärparaden, er wirkte sich in praktisch allen Bereichen des öffentlichen Lebens aus. Durchweg alle öffentlichen Bediensteten waren uniformiert, und auch an den Schulen waren Uniformen Pflicht. Im März 1944 wurden bei einem Streik der ATM Milano (Straßenbahn- und Obus-Arbeiter) die Fahrer und Schaffner von Soldaten und Schwarzhemden ersetzt, um den Betrieb aufrechtzuerhalten. Weitere ähnliche Einsätze des Militärs zur Sicherstellung der Kriegsproduktion gab es auch in der Folgezeit.
Das Regime der Italienischen Sozialrepublik war in jeder Hinsicht radikaler und kompromissloser als jenes des faschistischen Italiens vor dem Jahre 1943 und fiel durch besonders harte, repressive Verfolgung von tatsächlichen und bzw. oder potenziellen politischen Gegnern sowie Partisanen auf. So wurde die Presse scharf zensiert und in der Risiera di San Sabba, einer ehemaligen Reismühle in Triest, ein Konzentrationslager für Regimegegner und Sammellager für Juden errichtet. Außerdem wurden, soweit man ihrer habhaft werden konnte, jene Faschisten verhaftet, die im Juli 1943 im Großen Faschistischen Rat gegen Mussolini gestimmt hatten. Sie wurden am 8. Januar 1944 im Schauprozess von Verona verurteilt und drei Tage später durch Erschießen hingerichtet (u. a. der ehemalige Außenminister und Mussolinis Schwiegersohn Galeazzo Ciano und Marschall Emilio De Bono). Manche Historiker bezeichnen das Regime der RSI angesichts der veränderten Tatsachen manchmal auch als „radikalfaschistisch“. Bei den italienischen Partisanen hatte die RSI in Anspielung darauf den Spitznamen La fascistissima Repubblica („Die allerfaschistischste Republik“).

## Die deutsche Besatzungspolitik

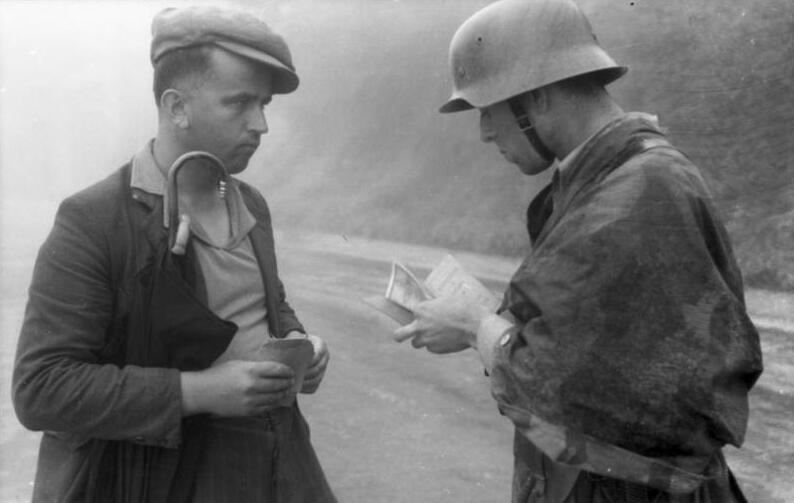
Deutscher Soldat kontrolliert einen italienischen Zivilisten bei Mailand (1944).

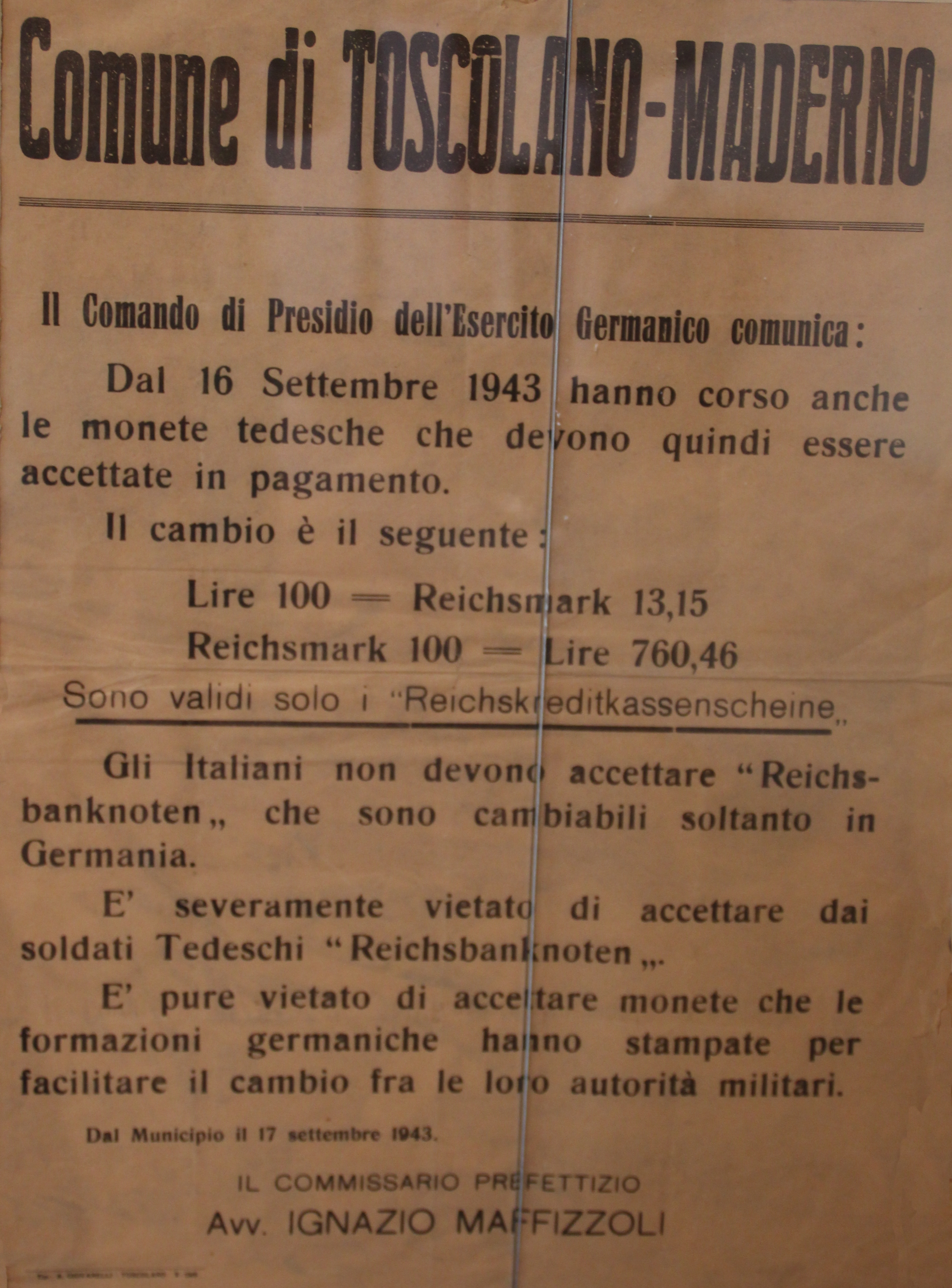
Festlegung des Wechselkurses Lire/Reichsmark (1943)

Die Deutschen hegten wegen Badoglios Waffenstillstand mit der Anti-Hitler-Koalition vom September 1943 noch großes Misstrauen gegen alle Organe der neuen italienischen Regierung im Norden. Angesichts deren ständig abnehmender Effizienz, die in erster Linie auf die wirtschaftliche Situation, die zunehmende Kriegsmüdigkeit der Bevölkerung und die erstarkende Befreiungsbewegung zurückging, übernahm die oberste deutsche Militärverwaltungsbehörde unter dem General der Infanterie Rudolf Toussaint mit ihren Militärkommandaturen immer häufiger die Exekutive.
Die besetzten Gebiete wurden nach Möglichkeit für die deutsche Kriegswirtschaft ausgebeutet. Von großer Bedeutung wurden italienische Militärinternierte (diesen Status hatten die gefangen genommenen italienischen Soldaten nach dem Waffenstillstand vom 8. September 1943 erhalten) als Zwangsarbeiter, sofern diese nicht in die neuen Streitkräfte der RSI eingegliedert worden waren. Im Sommer 1944 waren mehr als 420.000 von ihnen im Zwangsarbeitereinsatz, zum Teil wurden sie auch zur Arbeit nach Deutschland deportiert. Auch beim festungsmäßigen Ausbau der 270 km langen Gotenlinie von Viareggio am Ligurischen Meer nach Pesaro an der Adria wurden 50.000 italienische Zwangsarbeiter durch die Wehrmacht und die Organisation Todt eingesetzt.

## Judenverfolgung
Mit dem Einmarsch der deutschen Truppen gewann die Judenverfolgung in Italien eine neue Dimension. Im September 1943 ermordete die Leibstandarte SS Adolf Hitler im Massaker vom Lago Maggiore jüdische Familien, die sich an den Lago Maggiore (Langensee) geflüchtet hatten. Im Oktober und November folgten „Judenaktionen“ in mehreren großen Städten; im Ghetto in Rom wurden mehr als 1.200 Menschen verhaftet. Die RSI setzte den Verfolgungen nichts entgegen.
Am 14. November 1943 erklärte der neue Partito Fascista Repubblicano in seinem Manifest die Juden zu Feinden. Damit verloren sie de facto ihre Staatsangehörigkeit und die letzten verbliebenen Rechte. Zwei Wochen später verfügte der neue Innenminister Guido Buffarini Guidi die Einweisung aller Juden in Konzentrationslager und den Einzug ihres Vermögens durch den Staat. Die Juden wurden nun von den italienischen Sicherheitskräften verhaftet, in Lager transportiert und dann den Deutschen übergeben, die ihre Deportation organisierten. Die meisten Transporte gingen nach Theresienstadt, zum Teil auch nach Auschwitz. Kaum jemand kehrte zurück.
Viele Verhaftungen waren nur möglich, weil es viele Denunzianten gab. Allerdings konnten auch viele Juden untertauchen. In Rom sollen mehr als 4.000 Juden im Vatikan und in Einrichtungen der katholischen Kirche Zuflucht gefunden haben. Im März 1944 wurde im Auftrag Mussolinis in Desenzano del Garda das Generalinspektorat für die Rasse (it. Ispettorato generale per la razza) unter der Leitung des Antisemiten Giovanni Preziosi eingerichtet, das sich insbesondere mit der Judenverfolgung in der RSI beschäftigte und bis zum Zusammenbruch der RSI bestand.

## Widerstandskampf und Befreiung

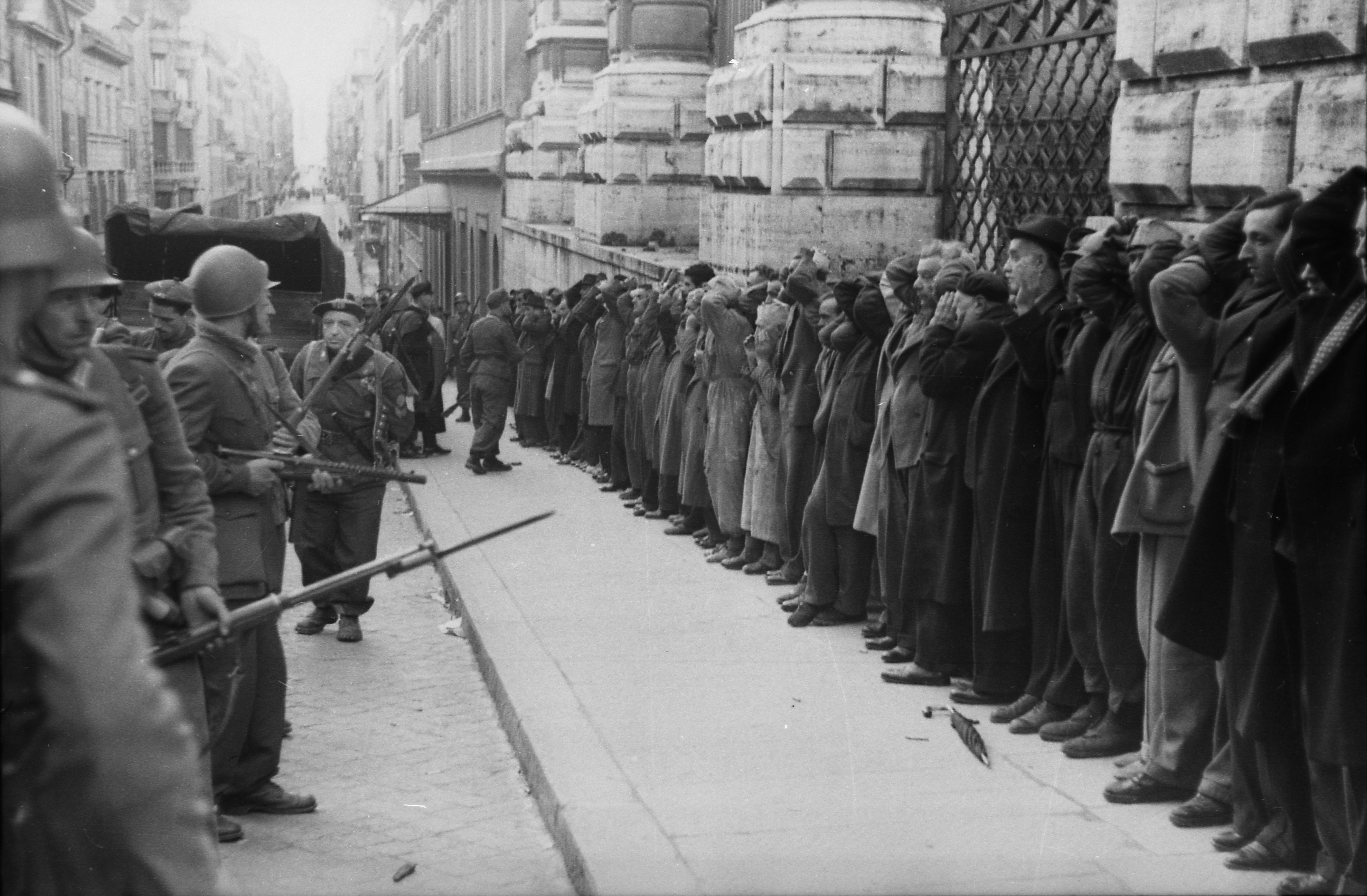
Deutsche und italienische Soldaten bei der Festnahme von Zivilisten nach dem Attentat in der Via Rasella auf das Polizeiregiment „Bozen“ am 23. März 1944. Sie wurden tags darauf beim Massaker in den Ardeatinischen Höhlen ermordet.

Die Widerstandsbewegung gewann, angespornt durch die Siege der Alliierten im Süden, zunehmend an Bedeutung. Ende des Jahres 1944 wurde sie auf 150.000 Kämpfer geschätzt, die zeitweilig immer größere Gebiete von den Faschisten befreite. Sie kämpften anfangs nur in Abteilungen, später organisierten sie sich zu Brigaden und Divisionen.
Im März 1944 lieferten sie sich mehrtägige Gefechte mit Wehrmacht und SS im Piemont, im April im Valsesia, im Mai in Venetien. Durch offensive Operationen schufen die Partisanen mehrere befreite Gebiete in Tälern der Alpen und des Apennin, zwischen Genua und Piacenza, zwischen Savona und San Remo, in der Hochebene des Cansiglio und im Friaul. Die deutschen Truppen sowie diejenigen der RSI vollzogen die Partisanenbekämpfung durch wahllosen Massenterror, Stand- und Sondergerichte. Im Herbst 1944 führten deutsche Truppen eine Operation gegen die Partisanenbrigade Stella Rossa im Apennin durch, dabei ermordeten sie im Massaker von Marzabotto 1830 Menschen, darunter 500 Kinder, zerstörten 800 Wohnungen, 9 Kirchen, 5 Schulen, die Papierfabrik und die Reismühle. Es gelang ihnen auch, das Gebiet der Partisanenrepublik Karnien und daraufhin der Partisanenrepublik Ossola (dt. Eschental) einzunehmen.
Seit Mitte Februar 1945 kam es zu einer breiten Streikbewegung, zunächst in Ligurien, dann in Turin und Mailand. Dort brach der Behördenapparat praktisch zusammen. Im März und April gingen die Partisaneneinheiten zu einer breiten Offensive über. Am 18. April 1945 begann der Generalstreik in Turin, der von Aktionen der Partisanen unterstützt wurde. Nahezu ganz Norditalien wurde vom Aufstand erfasst. Partisanen befreiten viele Orte noch vor der Ankunft der alliierten Truppen.
Am 21. April wurden die deutschen Truppen in Bologna von den US-Amerikanern geschlagen, wobei sich an den heftigen Straßenkämpfen auch Partisanen beteiligten und diese später anschließend in der Stadt paradierten. Am 25. April, dem späteren Tag der Befreiung, flüchtete Mussolini vor den Alliierten aus Salò. Am gleichen Tag kapitulierten die deutschen Truppen in Genua vor Partisanenbrigaden und Aufständischen. Mailand wurde am nächsten Tag von Partisanen befreit, die Gefechte um Turin dauerten bis zum 28. April. Auch in Venedig siegten am 28. April die Aufständischen. Bis zum 3. Mai waren die Gebiete Piave, Tarvisio und das Friaul befreit. Bevor die deutschen Truppen am 28. April des Jahres 1945 vor den Alliierten kapitulierten (Operation Sunrise), hatten bereits viele Wehrmacht-Divisionen vor Partisaneneinheiten die Waffen gestreckt. Am 2. Mai 1945 trat die Kapitulation in Kraft. Im Hinterland von Triest hielten die Kämpfe zwischen italienischen SS-Truppen und Partisanen noch bis zum 5. Mai 1945 an.

## Das Ende der RSI
Das genaue Ende der RSI lässt sich nicht eindeutig auf einen Tag festlegen. Meist – auch von offizieller Seite Italiens – wird der 25. April 1945 als das Datum des politischen Endes der RSI genannt. An jenem Tag begann der Staat, sich langsam aufzulösen, als Mussolini die Regierungsvollmachten an den Finanzminister Domenico Pellegrini Giampietro übergab und daraufhin sein Hauptquartier in Mailand verließ, um über die Schweiz nach Deutschland zu fliehen bzw. mit einem letzten Aufgebot aus Schwarzhemden und Waffen-SS im Gebirge einen nach seinen Vorstellungen mythischen Endkampf zu führen. Am 26. April wurde Mussolini von Partisanen aus einem deutschen Konvoi heraus gefangen genommen und am 28. April 1945 erschossen. Die Italienische Sozialrepublik hörte formell auf zu existieren, als die am 29. April 1945 in Caserta unterzeichnete Kapitulation für alle dem deutschen Oberbefehlshaber Südwest unterstehenden Streitkräfte am 2. Mai 1945 um 12:00 Uhr Greenwich Mean Time wirksam wurde.

## Flaggen der RSI

Die RSI-Kriegsflagge (1944–1945)

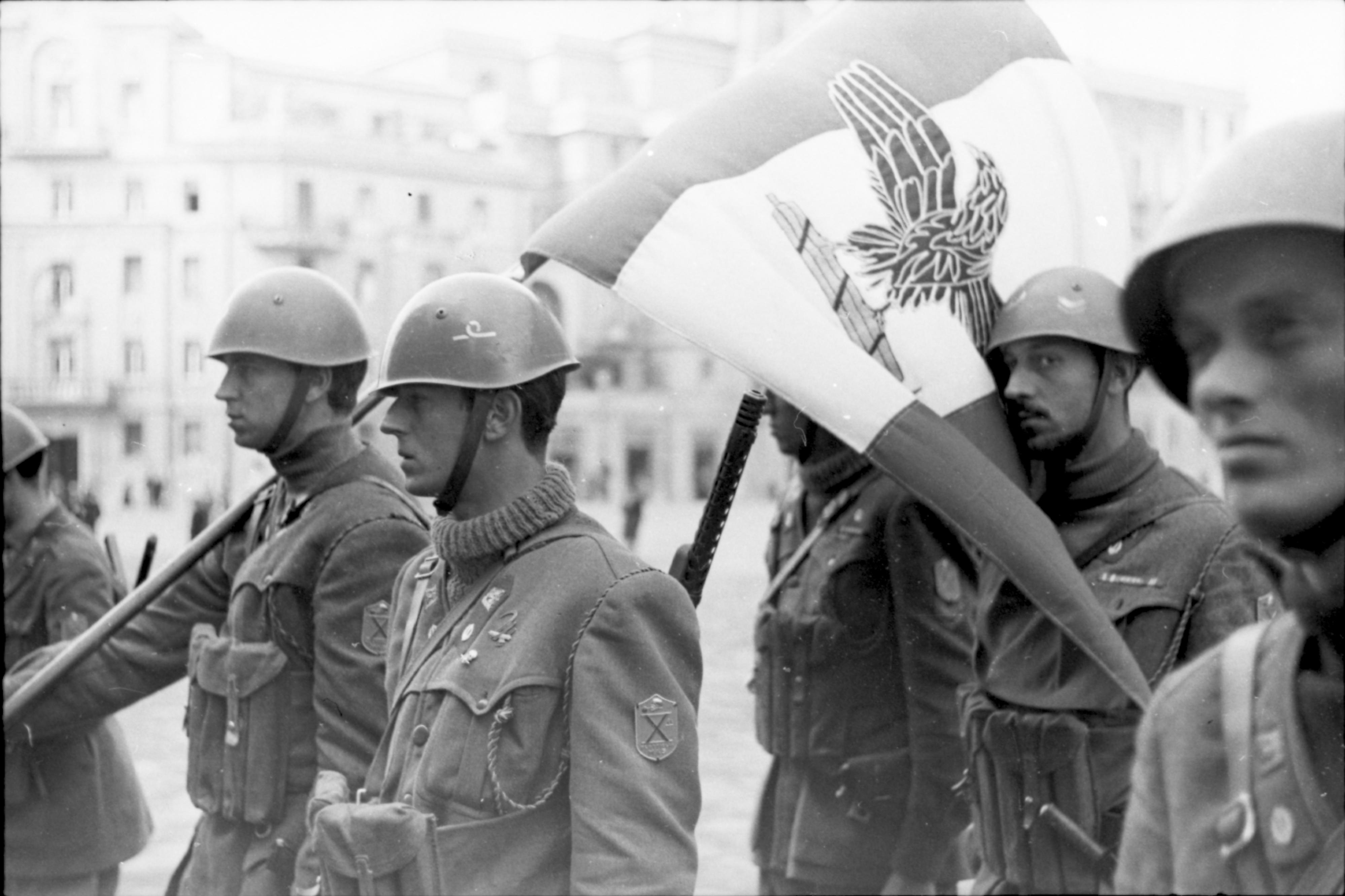
Marineinfanteristen (Xa MAS) mit der Kriegsflagge der RSI

Die RSI führte als Staatsflagge eine einfache Trikolore ohne Wappen im weißen Streifen ein. Die zusätzlich adaptierte Kriegsflagge bzw. die Flagge der kleinen RSI-Marine hatte einen Adler mit ausgebreiteten Flügeln in der Mitte, der in seinen Klauen ein Liktorenbündel hielt.

## Regierung der RSI
| Staatschef                        | Benito Mussolini               | 1943–1945 |                 |           |
| Außenminister                     | Benito Mussolini               | 1943–1945 |                 |           |
| Verteidigungsminister             | Marschall Rodolfo Graziani     | 1943–1945 |                 |           |
| Innenminister                     | Guido Buffarini-Guidi          | 1943–1945 | Valerio Zerbine | 1945      |
| Justizminister                    | Antonino Tringali-Casanova     | 1943      | Pietro Pisenti  | 1943–1945 |
| Finanzminister                    | Domenico Pellegrini Giampietro | 1943–1945 |                 |           |
| Industrieminister                 | Silvio Gai                     | 1943      | Angelo Tarchi   | 1943–1945 |
| Minister für öffentliche Arbeiten | Ruggero Romano                 | 1943–1945 |                 |           |
| Kommunikationsminister            | Augusto Liverani               | 1943–1945 |                 |           |
| Arbeitsminister                   | Giuseppe Spinelli              | 1945 *)   |                 |           |
| Minister für nationale Erziehung  | Carlo Alberto Biggini          | 1943–1945 |                 |           |
| Minister für Volkskultur          | Fernando Mezzasoma             | 1943–1945 |                 |           |
| Generalsekretär des PFR           | Alessandro Pavolini            | 1943–1945 |                 |           |

## Militärwesen

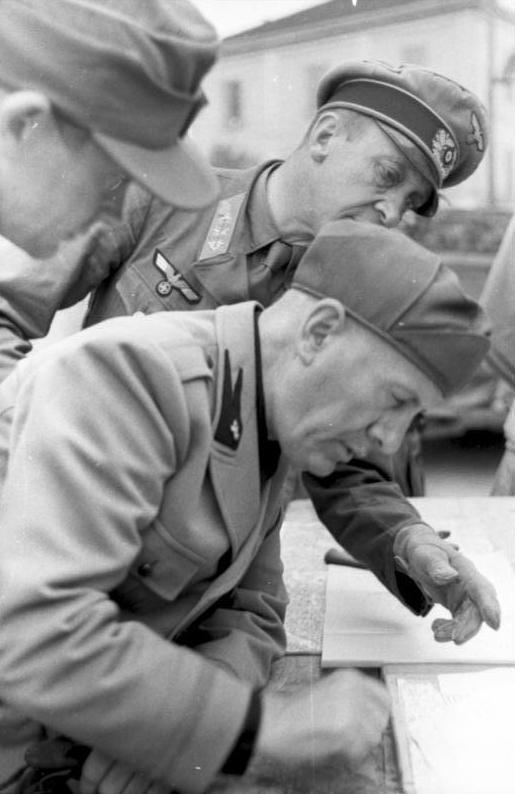
Mussolini mit deutschem General (1944)

Die RSI war militärisch zum großen Teil vom Deutschen Reich abhängig, verfügte aber auch über eigene Streitkräfte mit allen Truppengattungen. Zusammen hatten alle regulären bewaffneten Verbände der RSI eine Personalstärke von ca. 780.000 Mann. Neu waren im Gegensatz zu früher die militärischen Insignien an den Uniformen, so wurden die Stellette genannten Sterne mit einem Gladio (Gladius) – ein kurzes doppelschneidiges Schwert aus der Zeit des Römischen Reiches – in einem Lorbeerkranz ersetzt. Diese weiterhin eng mit dem Deutschen Reich verbündeten Streitkräfte wurden auf Deutsch „republikanisch-italienische Streitkräfte“ bzw. (meist nach dem Krieg) als „republikanisch-faschistische Streitkräfte“ genannt. In Italien selbst wurden Angehörige der regulären Streitkräfte auf dem Gebiet der RSI als Militi bezeichnet, in Süditalien dagegen meist abwertend als Repubblichini. Angehörige der italienischen SS hießen offiziell Legionari (auf Deutsch „Legionäre“). Die vor allem halbmilitärischen Verbände der RSI, oftmals zusammen mit deutschen Truppen an der Jagd auf Partisanen beteiligt, wurden inoffiziell – wenn auch erst in der Nachkriegszeit in signifikantem Maße – als Nazifascisti („Nazifaschisten“) bezeichnet.
Diverse Einheiten der RSI-Landstreitkräfte, teilweise in Deutschland ausgebildet, waren für ihre außerordentlich brutale Kampfführung berüchtigt. Dieser fielen zahlreiche Partisanen zum Opfer, sie konnte selbst den Alliierten Schwierigkeiten bereiten. Meistens waren die Landstreitkräfte der RSI jedoch an eher kleineren Operationen beteiligt und traten selten in größeren Verbänden gegen die Alliierten an, da die Deutschen ihnen trotz offensichtlicher fanatischer Entschlossenheit anfangs noch nicht voll vertrauten. Auf Anregung Mussolinis wurden zwei italienische Waffen-SS-Divisionen zur Aufstellung vorgesehen, wobei tatsächlich jedoch nur eine, die 29. Waffen-Grenadier-Division der SS (italienische Nr. 1), auch aufgestellt wurde. Italienische SS-Soldaten waren auch in einigen anderen Divisionen zu finden, so z. B. in der 24. Waffen-Gebirgs-(Karstjäger-)Division der SS sowie in kleiner Zahl auch in einigen anderen. Letztere Einheit wurde vor allem gegen kommunistische Partisanen im Hinterland von Triest und Istrien eingesetzt. Die Aktionen gegen italienische Partisanen arteten zu barbarischem, politisch oft undifferenziertem Massenterror vornehmlich gegen die Zivilbevölkerung aus. Bei Einsätzen gegen jugoslawische Partisanen (Slavocomunisti genannt) kam es zu äußerst gewalttätigen Exzessen mit Massenerschießungen sowie sinnlosen Zerstörungen großen Ausmaßes.

### Reguläre Streitkräfte

#### Heer
Das Esercito Nazionale Repubblicano (ENR) unter Marschall Rodolfo Graziani, deren Kern zunächst jene italienischen Soldaten bildeten, die in deutsche Kriegsgefangenschaft geraten waren, hatte eine Personalstärke von insgesamt 600.000 Mann. Darunter befanden sich vier Infanteriedivisionen, darunter die Alpini-Division Monterosa, sowie etliche territoriale Sicherungseinheiten. Die RSI-Armee wurde zumeist gegen Partisanen eingesetzt, kämpfte aber auch zeitweise gegen die Alliierten. Ihre Feuertaufe erlebte die RSI-Armee 1944 bei den Kämpfen in Anzio-Nettuno, wo sie sich bei relativ geringen Verlusten überraschend gut bewährte, auch wenn es letztlich nicht gelang, die Landung der Alliierten zurückzuwerfen. Die einzige wirklich groß angelegte offensive Operation war ein Gegenangriff eines Regiments in den Apenninen gegen US-amerikanische Einheiten im Winter 1944. Die Truppen der RSI erwiesen sich dabei als taktisch geschickt und sehr aggressiv, was für die Alliierten eine Überraschung darstellte. Die Soldaten waren zum Teil in Deutschland ausgebildet worden und verfügten neben den eigenen auch über deutsche Waffen, der Fahrzeugpark war dagegen vorwiegend italienischer Herstellung.

#### Luftwaffe

RSI-Flugzeugkokarde

Die Aeronautica Nazionale Repubblicana (A.N.R.) operierte oftmals unabhängig von der deutschen Luftwaffe eigenständig und erfolgreich gegen die alliierten Bomberverbände. Anfangs bestand ihre Ausrüstung praktisch nur aus italienischen Maschinen, später erhielt sie jedoch auch in zunehmendem Maße deutsche Jagdflugzeuge. Die Bomber und Transportflugzeuge der ANR waren größtenteils deutschen Luftwaffeneinheiten zugeteilt und flogen auch Transporteinsätze an der Ostfront. Von allen Teilstreitkräften erwies sich (wie schon in der Zeit vor 1943) die Luftwaffe als die erfolgreichste. Es gab in Italien nunmehr zwei italienische Luftstreitkräfte, aber zu Kampfeinsätzen gegeneinander kam es nicht, da die Aviazione Cobelligerante del Sud (engl. Abkürzung: ICBAF) und die ANR völlig andere Einsatzgebiete bzw. -schwerpunkte hatten. Um die Mitte des Jahres 1944 waren die alliierten Bomberverbände wegen der ständigen Angriffe der ANR in Norditalien gezwungen, die Anflüge in Richtung Deutschland von Nordafrika aus einzustellen (wie auch die Rückflüge), so dass Norditalien nicht länger ein Drehkreuz alliierter Bombenangriffe war. Die republikanische Luftwaffe war insgesamt gesehen die Teilstreitkraft, die den Alliierten den stärksten Widerstand entgegensetzte. Ihren endgültig letzten Luftkampf hatte die ANR indes höchstwahrscheinlich am frühen Nachmittag des 28. April 1945, jenem Tag, an dem Mussolini starb. Eine Gruppe fünf soeben neu ausgelieferter Messerschmitt Bf 109 K-4 (die letzte und schnellste zum Einsatz gekommene Version der Bf 109) griff über Bergamo einen Verband von US-amerikanischen B-26-Bombern an und schoss ohne eigene Verluste mehrere Maschinen ab.

#### Marine

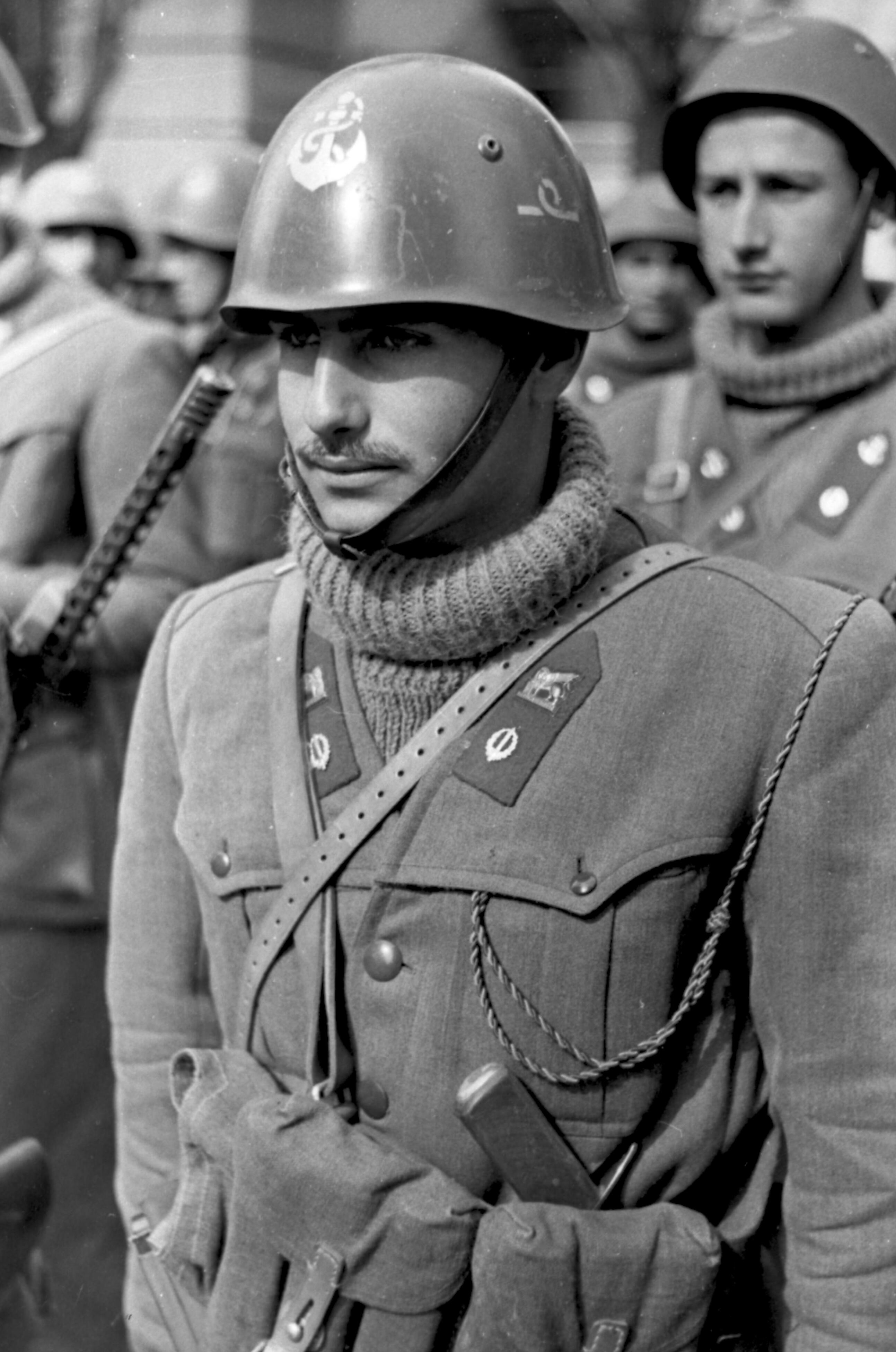
Marineinfanterist des Battaglione Barbarigo (Xa MAS)

Die Marina Nazionale Repubblicana (M.N.R.) – verkürzt auch Marina Repubblicana (M.R.) genannt – war im Gegensatz zum Zustand der früheren Regia Marina, nicht zuletzt mangels schwerer Einheiten, wesentlich kleiner und besaß im Grunde nur noch Schnellboote sowie kleinere Kampfschiffe und U-Boote. In den Werften befanden sich neben einigen leichteren Einheiten noch die schweren Kreuzer Gorizia und Bolzano in Reparatur, diese gelangten jedoch bis Kriegsende nicht mehr zum Einsatz. Das ältere Schlachtschiff Conte di Cavour blieb in Triest zur Reparatur in deutscher Hand (sie war bei der Besetzung Italiens am 9. September 1943 zur deutschen Beute erklärt worden). Die spezialisierten Einheiten wie Kampfschwimmer (inkl. Torpedoreiter) und die Marineinfanterie der zur Division ausgebauten Xª Flottiglia MAS operierten unter der Führung von Junio Valerio Borghese weitgehend unabhängig von der MNR gegen alliierte Kräfte sowie gegen italienische und jugoslawische Partisanen.

#### Servizio Ausiliario
Eine weitere reguläre militärische Organisation, die im Jahre 1944 vor allem aufgrund der schwierigen personellen Lage entstand, war das Korps der weiblichen Helferinnen, genannt Servizio Ausiliario Femminile (verkürzt auch Servizio Ausiliario). Die Ausiliarie sollten – ähnlich den deutschen Wehrmachthelferinnen – dazu dienen, die Streitkräfte aller Waffengattungen sowie Flak- und Luftschutzeinheiten zu unterstützen.

### Halbmilitärische Kampfverbände

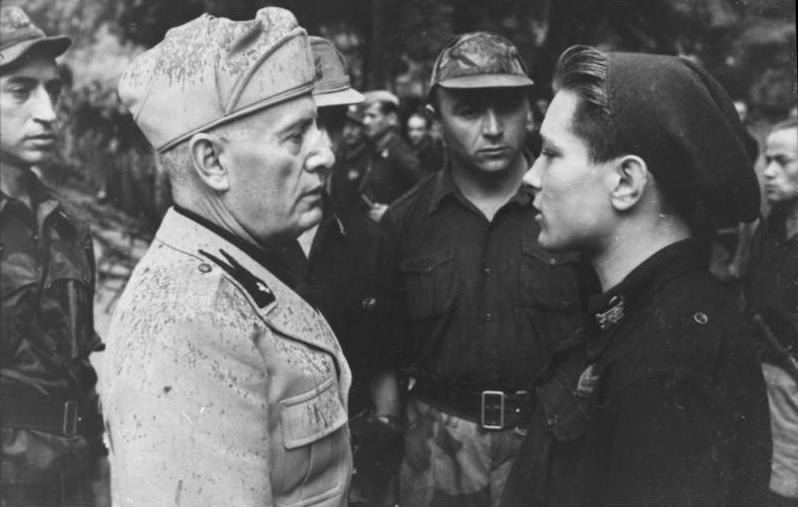
Benito Mussolini im Gespräch mit einem „Schwarzhemd“ (1944)

Neben den regulären Streitkräften gab es noch einige weitere kleinere bewaffnete paramilitärische Kampfeinheiten, die zum Teil einen eher geringen militärischen Wert hatten, dafür jedoch stärker politisch orientiert waren. Einzig die Schwarzen Brigaden fanden auch als Kampftruppen Verwendung.

#### Schwarze Brigaden
Die Brigate Nere gingen aus einer Idee von Alessandro Pavolini hervor, der eine „Faschistische Armee“ der Partei mit stark politischem Einschlag schaffen wollte. Diese Verbände wurden durch einen Erlass vom 30. Juni 1944 als Ersatz für die Schwarzhemden gebildet und nach dem Attentat auf Adolf Hitler vom 20. Juli 1944, das Mussolini persönlich sehr naheging, erheblich verstärkt. Sie waren mehr oder weniger die letzte „Schöpfung“ bewaffneter Kampfeinheiten der Republik. Sie kämpften nicht nur gegen die Alliierten und gegen italienische Partisanen, sondern verfolgten und ermordeten auch tatsächliche und vermeintliche politische Gegner sowie Zivilisten, deren Bekenntnis zum Faschismus ihnen zweifelhaft erschien. Berüchtigt war auch ihre Brutalität; die Guardia Nazionale Repubblicana registrierte zahlreiche Fälle von Plünderungen, Diebstählen, Raub, illegalen Festnahmen sowie Gewalt gegen Personen und Sachen, konnte jedoch nur selten etwas dagegen unternehmen. Die Schwarzen Brigaden trugen oft zu ihrer italienischen Armeeuniform ein schwarzes Oberteil sowie den Totenkopf auf ihren Abzeichen. Ihre Personalstärke lag bei ca. 78.000 Mann.

#### Legione Autonoma Ettore Muti
Die Autonome Legion Ettore Muti, benannt nach dem 1943 ermordeten Sekretär der PNF und berühmten Bomber-Piloten der Regia Aeronautica Ettore Muti, war ein kleinerer in Mailand stationierter Kampfverband, der vor allem gegen Widerstandskämpfer und Partisanen der Resistenza im Raum Mailand und Umgebung eingesetzt wurde.

#### Schwarzhemden

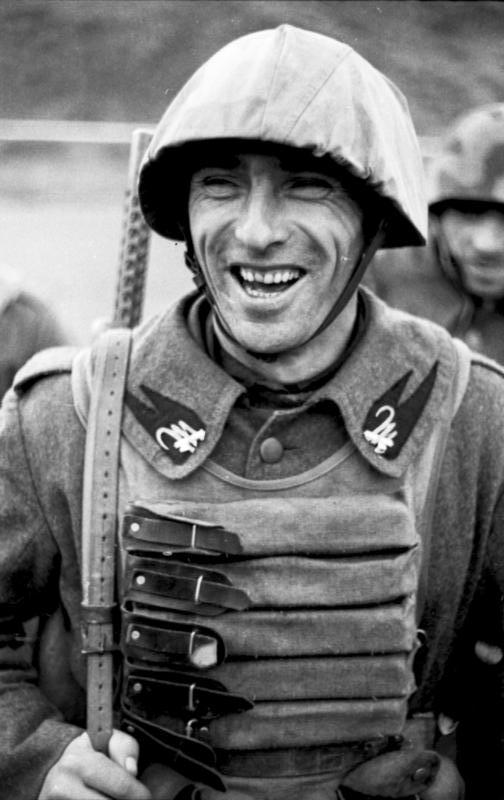
Soldat des Battaglioni M (M für Mussolini), einer Eliteeinheit der M.V.S.N. (1943)

Die eigentlich im September 1943 aufgelöste Organisation der Schwarzhemden, früher auch Faschistische Miliz bzw. in der offiziellen italienischen Abkürzung M.V.S.N. (Milizia Volontaria per la Sicurezza Nazionale) genannt, entstand kurze Zeit vor dem Ende der RSI in kleinem Umfang neu, war nun jedoch eine mehr politisch als militärisch geprägte Kampfeinheit, die auch zu verschiedenen Arbeitseinsätzen (vor allem um die Wirkung von Streiks zu neutralisieren) herangezogen wurde.

#### Fiamme Bianche
Die faschistische Jugendorganisation Weiße Flammen war in etwa vergleichbar mit der deutschen Hitler-Jugend, wenn auch weit mehr militärisch als ideologisch ausgerichtet. Über eventuelle Kampfeinsätze der Fiamme Bianche ist nur wenig bekannt.